# Kx5
Kx5 is een gezamenlijke project van de Canadese DJ deadmau5 en de Amerikaanse producer Kaskade. Hun eerste album, met de gelijknamige titel, werd uitgebracht op 17 maart 2023, via mau5trap en Arkade.

## Achtergrond
Deadmau5 en Kaskade hebben eerder samengewerkt sinds 2008, met eerdere nummers zoals I Remember, Move for Me, en Beneath with Me.
Op 11 maart 2022 brachten ze hun debuutsingle onder de naam Kx5 uit, Escape met Hayla. Deadmau5 vertelde aan Dancing Astronaut dat het nummer een "terugblik is op die minimalistische aanpak, op dat melodische, zingende house". Het nummer bereikte de 11e plaats op de Billboard Dance/Electronic Songs-lijst.
Op 6 september kondigde het duo aan dat ze een album zouden uitbrengen, samen met de aankondiging van de volgende Kx5-single Take Me High, die op 16 september werd uitgebracht.
Op 31 januari 2023 kondigde het duo aan dat hun album, getiteld Kx5, zou worden uitgebracht op 17 maart.

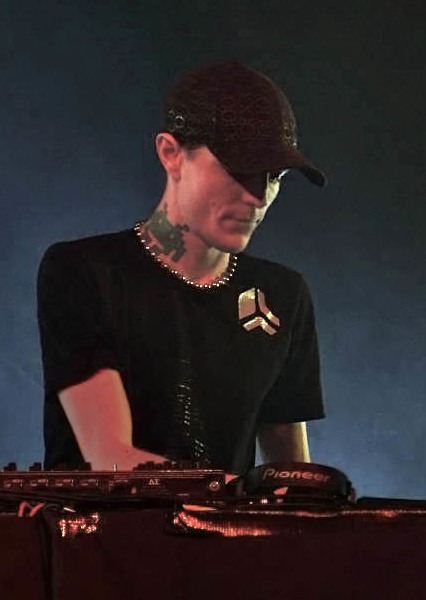
deadmau5
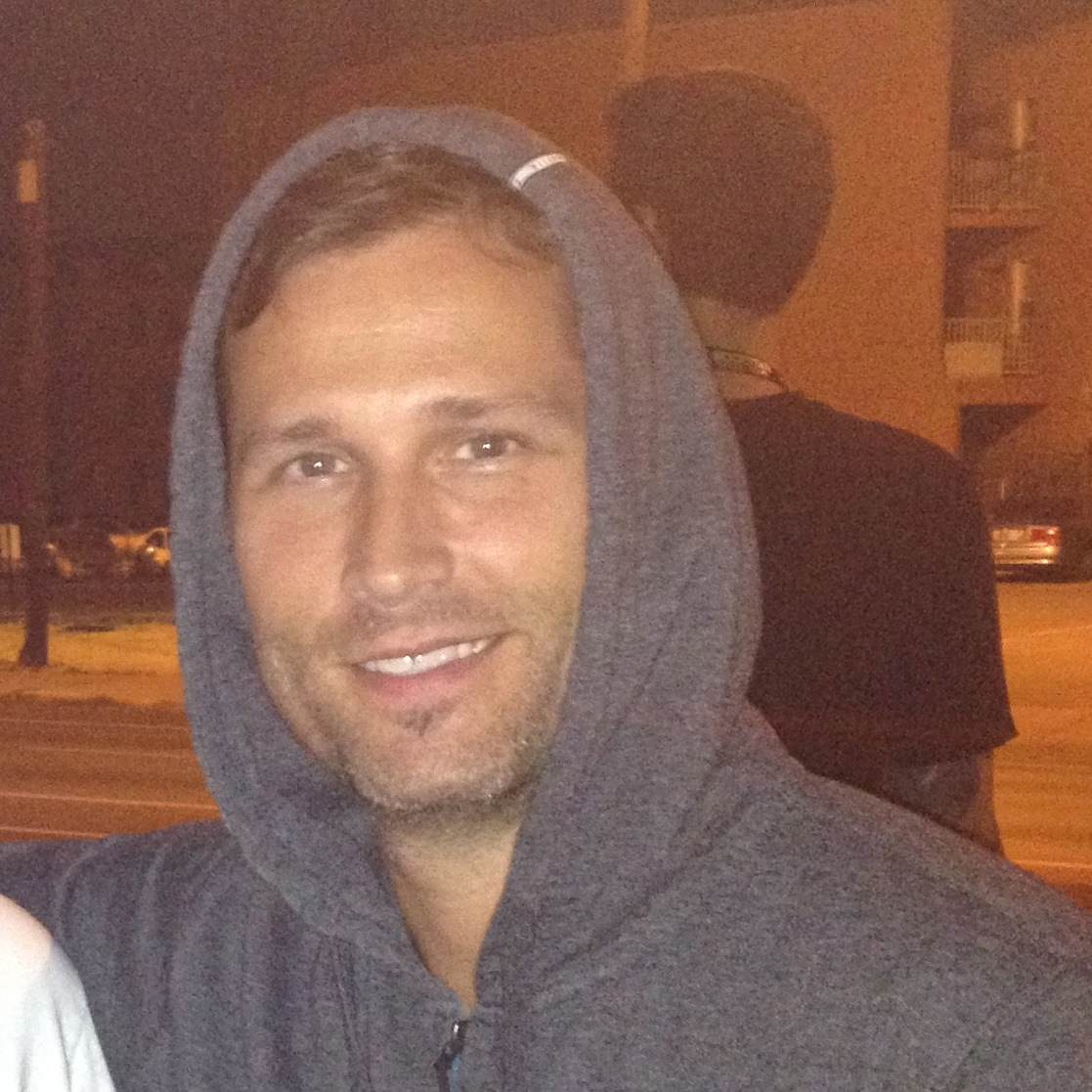
Kaskade